# Hieracium
Hieracium (/haɪ.əˈræsiəm/), là một chi thực vật có hoa trong họ Cúc (Asteraceae).

## Loài
Chi Hieracium gồm các loài: